# WTA Finals 2014 – ženská čtyřhra
Soutěže ženské čtyřhry na Turnaji mistryň 2014 v Singapuru se poprvé od roku 2002 účastnilo osm nejlepších párů tenistek v klasifikaci žebříčku WTA Race dvojic. Obhájcem titulu byl čínsko-tchajwanský druhý pár světa Šuaj Pchengová a Sie Šu-wej, který titul neobhájil, když prohrál ve finále.
Prvními držitelkami trofeje nesoucí jméno Martiny Navrátilové pro vítězky čtyřhry na Turnaji mistryň se staly třetí nasazené Cara Blacková ze Zimbabwe a Indka Sania Mirzaová, které ve finále snadno zdolaly druhou nasazenou čínsko-tchajwanskou dvojici Šuaj Pchengovou a Sie Šu-wej ve dvou setech 6–1 a 6–0. Poražené finalistky získaly svůj jediný gem v utkání hned v úvodu, když si své podání uhlídala Pchengová a asijský pár šel tak do vedení 1–0. To byl však jediný moment v zápase, kdy obhájkyně titulu vedly, protože zbytku zápasu suverénně dominovaly nasazené trojky. Blacková a Mirzaová ani jednou neztratily podání, naopak své soupeřky hned šestkrát brejkly, uhrály dvanáct her v řadě a za necelou hodinu tak své soupeřky jasně porazily.
Obě šampiónky získaly první společný titul z Turnaje mistryň, avšak pro Blackovou se jednalo už o třetí titul ze závěrečného podniku sezóny, když v letech 2007 a 2008 dokázala triumfovat s Američankou Liezel Huberovou. Blacková na okruhu WTA Tour získala třetí trofej v probíhající sezóně a celkově jubilejní šedesátou deblovou v kariéře. Pro Mirzaovou to bylo rovněž třetí turnajové vítězství v sezóně 2014 a úhrnem dvaadvacátý turnajový triumf z ženského debla.
Každá z vítězek si do žebříčku WTA připsala 1 500 bodů a dvojice si rozdělila částku 500 000 amerických dolarů.
Rozlosování deblové soutěže proběhlo v úterý 21. října v 11 hodin místního času.

## Nasazení párů

### Nasazené
1. Sara Erraniová /  Roberta Vinciová (čtvrtfinále, 460 bodů, 75 000 USD/pár)
2. Pcheng Šuaj /  Sie Šu-wej (finále, 1 050 bodů, 250 000 USD/pár)
3. Cara Blacková /  Sania Mirzaová (vítězky, 1 500 bodů, 500 000 USD/pár)
4. Jelena Vesninová /  Jekatěrina Makarovová (čtvrtfinále, 460 bodů, 75 000 USD/pár)

### Nenasazené
-  Raquel Kopsová-Jonesová /  Abigail Spearsová (čtvrtfinále, 460 bodů, 75 000 USD/pár)
-  Květa Peschkeová /  Katarina Srebotniková (semifinále, 690 bodů, 125 000 USD/pár)
-  Garbiñe Muguruzaová /  Carla Suárezová Navarrová (čtvrtfinále, 460 bodů, 75 000 USD/pár)
-  Alla Kudrjavcevová /  Anastasia Rodionovová (semifinále, 690 bodů, 125 000 USD/pár)

## Soutěž
| Legenda                                                       |                                                                        |                                                   |
| - Q – kvalifikant - WC – divoká karta - LL – šťastný poražený | - Alt – náhradník - SE – zvláštní výjimka - PR/SR – žebříčková ochrana | - w/o – bez boje - r – skreč - d – diskvalifikace |

### Finálová fáze
|  | Čtvrtfinále | Čtvrtfinále                               | Čtvrtfinále                  | Čtvrtfinále | Čtvrtfinále                            |                                               |                              | Semifinále                               | Semifinále                   | Semifinále | Semifinále | Semifinále |  |  | Finále | Finále | Finále | Finále | Finále |
|  |             |                                           |                              |             |                                        |                                               |                              |                                          |                              |            |            |            |  |  |        |        |        |        |        |
|  | 1           | Sara Erraniová Roberta Vinciová           | 1r                           |             |                                        |                                               |                              |                                          |                              |            |            |            |  |  |        |        |        |        |        |
|  |             | Květa Peschkeová Katarina Srebotniková    | 2                            |             |                                        |                                               |                              |                                          |                              |            |            |            |  |  |        |        |        |        |        |
|  |             | Květa Peschkeová Katarina Srebotniková    | 2                            |             | Květa Peschkeová Katarina Srebotniková | 6                                             | 5                            | [9]                                      |                              |            |            |            |  |  |        |        |        |        |        |
|  |             |                                           |                              |             |                                        |                                               | 5                            | [9]                                      |                              |            |            |            |  |  |        |        |        |        |        |
|  |             | 3                                         | Cara Blacková Sania Mirzaová | 4           | 7                                      | [11]                                          |                              |                                          |                              |            |            |            |  |  |        |        |        |        |        |
|  | 3           | 3                                         | Cara Blacková Sania Mirzaová | 4           | 7                                      | [11]                                          | Cara Blacková Sania Mirzaová | 6                                        | 2                            | [12]       |            |            |  |  |        |        |        |        |        |
|  | 3           |                                           |                              |             |                                        |                                               | Cara Blacková Sania Mirzaová | 6                                        | 2                            | [12]       |            |            |  |  |        |        |        |        |        |
|  |             | Raquel Kopsová-Jonesová Abigail Spearsová | 3                            | 6           | [10]                                   |                                               |                              |                                          |                              |            |            |            |  |  |        |        |        |        |        |
|  |             |                                           |                              |             |                                        |                                               |                              | 3                                        | Cara Blacková Sania Mirzaová | 6          | 6          |            |  |  |        |        |        |        |        |
|  |             |                                           |                              |             |                                        |                                               |                              |                                          |                              |            |            |            |  |  |        |        |        |        |        |
|  |             | 2                                         | Pcheng Šuaj Sie Šu-wej       | 1           | 0                                      |                                               |                              |                                          |                              |            |            |            |  |  |        |        |        |        |        |
|  |             | 2                                         | Pcheng Šuaj Sie Šu-wej       | 1           | 0                                      | Alla Kudrjavcevová Anastasia Rodionovová      | 4                            | 6                                        | [10]                         |            |            |            |  |  |        |        |        |        |        |
|  |             |                                           |                              |             |                                        | Alla Kudrjavcevová Anastasia Rodionovová      | 4                            | 6                                        | [10]                         |            |            |            |  |  |        |        |        |        |        |
|  | 4           | Jelena Vesninová Jekatěrina Makarovová    | 6                            | 2           | [6]                                    |                                               |                              |                                          |                              |            |            |            |  |  |        |        |        |        |        |
|  | 4           | Jelena Vesninová Jekatěrina Makarovová    | 6                            | 2           | [6]                                    |                                               |                              | Alla Kudrjavcevová Anastasia Rodionovová | 1                            | 4          |            |            |  |  |        |        |        |        |        |
|  |             |                                           |                              |             |                                        |                                               |                              | Alla Kudrjavcevová Anastasia Rodionovová | 1                            | 4          |            |            |  |  |        |        |        |        |        |
|  |             | 2                                         | Pcheng Šuaj Sie Šu-wej       | 6           | 6                                      |                                               |                              |                                          |                              |            |            |            |  |  |        |        |        |        |        |
|  |             | 2                                         | Pcheng Šuaj Sie Šu-wej       | 6           | 6                                      | Garbiñe Muguruzaová Carla Suárezová Navarrová | 4                            | 1                                        |                              |            |            |            |  |  |        |        |        |        |        |
|  |             |                                           |                              |             |                                        | Garbiñe Muguruzaová Carla Suárezová Navarrová | 4                            | 1                                        |                              |            |            |            |  |  |        |        |        |        |        |
|  | 2           | Pcheng Šuaj Sie Šu-wej                    | 6                            | 6           |                                        |                                               |                              |                                          |                              |            |            |            |  |  |        |        |        |        |        |